# Langur gris de Dussumier
El langur gris de Dussumier (Semnopithecus dussumieri) és una espècie de primat de la família dels cercopitècids. Viu al sud-oest i centre-oest de l'Índia. És l'espècie de langur amb l'àmbit de distribució més extens de l'Índia. El seu hàbitat típic inclou les zones rurals i boscoses, tot i que també pot endinsar-se a les ciutats. Els langurs grisos de Dussumier solen viure i cercar aliment en grups.